# 1821 aux échecs
| Années des échecs : 1818 - 1819 - 1820 - 1821 - 1822 - 1823 - 1824    |
| Décennies des échecs : 1790 - 1800 - 1810 - 1820 - 1830 - 1840 - 1850 |

Cet article présente les faits marquants de l'année 1821 aux échecs.

## Événements majeurs
- Publication du premier livre d’échecs en russe, écrit par Ivan Butrimov (1782-1851)[1].
- Publication de « New Treatise of Chess », de Jacob Sarratt, premier ouvrage contenant une section pour debutants[1].
- Le tournoi de Paris est remporté par Louis-Charles Mahé de La Bourdonnais devant John Cochrane et Alexandre Deschapelles[2].